# Herta Botheová
Herta Botheová (3. ledna 1921 Teterow – 2011 nebo 16. března 2000) byla během druhé světové války dozorkyně v koncentračních táborech Ravensbrück, Bergen-Belsen a Stutthof.

## Biografie
Ve věku sedmnácti let Botheová pomáhala svému otci v jeho obchodě se dřevem v městě Teterow. Nějaký čas poté pracovala v továrně a následně jako nemocniční sestra. V roce 1939 se stala členkou Svazu německých dívek. V září 1942 se stala dozorkyní v ženské části koncentračního tábora Ravensbrück. Absolvovala čtyřtýdenní školení a byla poslána do tábora Stutthof blízko Danzigu (nyní Gdaňsk), kde byla známá kvůli brutálnímu bití vězeňkyň. V červenci 1944 byla převelena svojí nadřízenou Gerdou Steinhoffovou do Brombergu (ženský pobočný tábor KT Stutthof).
Dne 21. ledna 1945 se účastnila Botheová pochodu smrti vězňů z Brombergu přes Auschwitz do koncentračního tábora Bergen-Belsen nedaleko města Celle. V táboře Bergen-Belsen Botheová dohlížela na šedesát vězeňkyň.

## Poválečné období
Dne 15. dubna 1945 byl tábor Bergen-Belsen osvobozen. Spojenci přinutili dozorkyně umístit mrtvoly vězňů do masových hrobů poblíž hlavního tábora. Při rozhovoru o šedesát let později vzpomínala, že když nosily mrtvoly nemohly mít rukavice a ona byla vyděšená, že se nakazí tyfem. Mrtvá těla byla tak prohnilá, že se paže a nohy odtrhávaly od těl, když se je snažily zvednout.
Botheová byla zatčena a odvezena do vězení v Celle a odsouzena na deset let vězení při procesu Bergen-Belsen. Propuštěna z vězení byla však již 22. prosince 1951 jako akt shovívavosti britské vlády.
Po propuštění z vězení žila v Německu pod jménem Herta Langeová.